# Carl Heel
Carl (Karl) August Theodor Heel (* 1. Juni 1841 in Wolfenbüttel, Herzogtum Braunschweig; † 15. Juli 1911 in Braunschweig) war ein deutscher Landschafts- und Marinemaler der Düsseldorfer Schule sowie Zeichenlehrer in Braunschweig.

## Leben
Heel war zunächst Schüler von Heinrich Brandes in Braunschweig. Von 1859 bis 1862 studierte er Malerei an der Kunstakademie Düsseldorf. Dort waren die Landschaftsmaler Hans Fredrik Gude und Carl Irmer seine Lehrer. 1862 kehrte er nach Wolfenbüttel zurück. Von 1866 bis 1910 war Heel als Zeichenlehrer an verschiedenen Braunschweiger Schulen tätig, ab 1881 als Gymnasiallehrer. 1907 wurde ihm der Professorentitel verliehen.
Heel schuf Alpen- und Meeresdarstellungen, malte Landschaften aus dem Harz und der Heide sowie der Umgebung Braunschweigs, besonders Riddagshausen. Aufenthalte auf der Insel Rügen sind für die Jahre 1875, 1897 und 1900 erfasst. Zahlreiche Werke befinden sich im Städtischen Museum Braunschweig. Auf dem Hauptfriedhof Braunschweig erhielt Heel ein Ehrengrab.